# سيميكولون
سيميكولون
(بالإنجليزية: Semicolon for Software Solutions)  هي شركة برمجيات للحلول المتكامله والمدير التنفيذي لشركة سيميكولون هو المهندس محمد الحارثى خبير تكنولوجيا المعلومات وشركة سيميكولون تعمل في مجال التطوير والتصميم وتقدم حلولاً في البرمجيات والويب ، وتطبيقات الهاتف المحمول ، والتصميم الإبداعي للشركات والمؤسسات على مستوى الوطن العربي و العالم ومجال العمل الرئيسي لشركة سيميكولون هو تكنولوجيا المعلومات وانتاج البرمجيات وقد شاركت شركة سيمي كولون في العديد من المشاريع الكبري في مصر والوطن العربي وتعمل ايضا شركة سيميكولون في تقنيات الذكاء الاصطناعي وتقدم شركة سيميكولون خدمات متعددة منها تطوير البرمجيات والتصميم الهيكلي للمنظومات الالكترونية وخدمات التشغيل والدعم الفني، ومراجعة وتأمين الأنظمة الإلكترونية، مما جعلها شريكاً موثوقاً للشركات والمؤسسات التي تسعى إلى تحسين أدائها وتعزيز كفاءة العمل والخدمات التي تقدمها 

## التاريخ
أنشئت سيميكولون في عام 2018 كشركة مصرية تعمل في مجال تكنولوجيا المعلومات ، وتعمل ايضا فى مجال تطوير حلول البرمجيات والخدمات الرقمية المتكاملة وقد حصلت شركة سيميكولون علي شهادة الاعتماد التكنولوجي من هيئة تنمية صناعة تكنولوجيا المعلومات ITIDA في الوصف والتحليل والتعامل مع قواعد البيانات ونظم المعلومات والتطبيقات بمختلف أنواعها.

## وصلات خارجية
- الموقع الرسمي للشركة.
- الصفحة الرسمية للشركة على موقع فيس بوك.
- الصفحة الرسمية للشركة على موقع لينكد ان.